# Stromile Swift
Stromile Swift (Shreveport, Louisiana, 21. studenog 1979.) američki je profesionalni košarkaš. Igra na poziciji krilnog centra, a trenutačno je slobodan igrač. Izabran je u 1. krugu (2. ukupno) NBA drafta 2000. od strane Vancouver Grizzliesa.

## NBA karijera
Izabran je kao drugi izbor NBA drafta 2000. od strane Vancouver Grizzliesa. U dresu Grizzliesa odigrao je pet sezona te je početkom sezone 2004./05, kao slobodan igrač, potpisao četverogodišnji ugovor vrijedan 22 milijuna dolara za Houston Rocketse. Krajem sezone 2005./06. Swift je mijenjan u Memphis Grizzliese zajedno s pravima na Rudya Gaya u zamjenu za Shanea Battiera. 4. veljače 2008. Swift je mijenjan u New Jersey Netse u zamjenu za Jasona Collinsa i novac. Swift je odigrao nekoliko sjajnih susreta, ali je ipak 1. ožujka 2009. otpušten iz kluba. 4. ožujka 2009. Swift je potpisao za Phoenix Sunse za koje je nastupao do kraja sezone. U rujnu iste godine Swift je potpisao za Philadelphia 76erse, ali je samo mjesec dana kasnije otpušten.

## NBA statistika

### Regularni dio
| Godina    | Klub       | Odig. uta. | Uta. poč. | Min. | 2P%  | 3P%   | Sl. bac.% | Skok. | Asist. | Ukr. lop. | Blok. | Poena |
| --------- | ---------- | ---------- | --------- | ---- | ---- | ----- | --------- | ----- | ------ | --------- | ----- | ----- |
| 2000./01. | Vancouver  | 80         | 6         | 16.4 | .451 | .000  | .603      | 3.6   | .4     | .8        | 1.0   | 4.9   |
| 2001./02. | Memphis    | 68         | 14        | 26.5 | .480 | .000  | .711      | 6.3   | .7     | .8        | 1.7   | 11.8  |
| 2002./03. | Memphis    | 67         | 26        | 22.1 | .481 | .000  | .722      | 5.7   | .7     | .8        | 1.5   | 9.7   |
| 2003./04. | Memphis    | 77         | 10        | 19.8 | .469 | .250  | .725      | 4.9   | .5     | .7        | 1.5   | 9.4   |
| 2004./05. | Memphis    | 60         | 14        | 21.3 | .449 | .000  | .758      | 4.6   | .7     | .7        | 1.5   | 10.1  |
| 2005./06. | Houston    | 66         | 5         | 20.4 | .491 | .000  | .651      | 4.4   | .4     | .6        | .8    | 8.9   |
| 2006./07. | Memphis    | 54         | 18        | 19.1 | .465 | .000  | .724      | 4.6   | .3     | .6        | 1.1   | 7.8   |
| 2007./08. | Memphis    | 35         | 4         | 15.7 | .525 | .000  | .642      | 3.7   | .6     | .3        | 1.0   | 6.8   |
| 2007./08. | New Jersey | 21         | 0         | 14.0 | .477 | .000  | .750      | 3.3   | .2     | .2        | .9    | 5.0   |
| 2008./09. | New Jersey | 6          | 0         | 10.7 | .600 | .000  | .455      | 2.2   | .2     | .0        | .3    | 3.8   |
| 2008./09. | Phoenix    | 13         | 0         | 9.3  | .366 | 1.000 | .533      | 2.5   | .2     | .3        | .5    | 3.0   |
| Ukupno    |            | 547        | 97        | 19.8 | .473 | .074  | .699      | 4.6   | .5     | .6        | 1.2   | 8.4   |

### Doigravanje
| Godina    | Klub    | Odig. uta. | Uta. poč. | Min. | 2P%  | 3P%  | Sl. bac.% | Skok. | Asist. | Ukr. lop. | Blok. | Poena |
| --------- | ------- | ---------- | --------- | ---- | ---- | ---- | --------- | ----- | ------ | --------- | ----- | ----- |
| 2003./04. | Memphis | 4          | 0         | 18.5 | .346 | .000 | .750      | 4.8   | .8     | .8        | 1.5   | 6.0   |
| 2004./05. | Memphis | 3          | 0         | 16.0 | .600 | .000 | .571      | 4.7   | .3     | .3        | .0    | 9.3   |
| Ukupno    |         | 7          | 0         | 17.4 | .457 | .000 | .667      | 4.7   | .6     | .6        | .9    | 7.4   |

## Vanjske poveznice
- Profil na NBA.com
- Profil na Basketball-Reference.com
- Profil na Yahoo.com